# NGC 6172
NGC 6172 est une galaxie elliptique située dans la constellation du Serpent. Sa vitesse par rapport au fond diffus cosmologique est de 5 090 ± 10 km/s, ce qui correspond à une distance de Hubble de 75,1 ± 5,3 Mpc (∼245 millions d'al). NGC 6172 a été découverte par l'astronome français Édouard Stephan en 1884. Cette galaxie a aussi été observée par Lewis Swift le 19 avril 1890 et elle a été incluse à l'Index Catalogue sous la désignation IC 1213.
À ce jour, une mesure non basée sur le décalage vers le rouge (redshift) donne une distance d'environ 76,700 Mpc (∼250 millions d'al). Cette valeur est à l'intérieur des valeurs de la distance de Hubble.

## Supernova
La supernova SN 2007bj a été découverte dans NGC 6172 le 20 avril 2007 par les astronomes amateurs américain Tim Puckett et canadien Jack Newton ainsi que par R.Gorelli. Cette supernova était de type Ia.